# Atletica leggera ai XVII Giochi paralimpici estivi - Salto in lungo femminile
Ai XVII Giochi paralimpici estivi le competizioni del salto in lungo femminile si sono svolte tra il 30 agosto e il 6 settembre 2024 presso lo Stade de France di Parigi.

## Risultati
Di seguito sono riportati i podi di tutte le gare del salto in lungo femminile per ogni classe di competizione. Maggiori dettagli sulle singole gare si trovano nelle pagine dedicate.

### T11
| 1º   | 2º   | 3º   | 4º   | 5º   | 6º   |
| 5,22 | 5,12 | 5,19 | 4,89 | 5,24 | 5,12 |

| 1º   | 2º   | 3º   | 4º   | 5º | 6º   |
| 4,91 | 4,83 | 4,81 | 4,11 | x  | 4,60 |

| 1º   | 2º | 3º   | 4º   | 5º | 6º |
| 4,76 | x  | 1,40 | 4,59 | x  | x  |